# Marte 1960A
A missão Marte 1960A (Marte 1M No.1), também conhecida como: Marsnik 1 e Korabl 4, foi uma missão espacial soviética com intenção de pesquisar o planeta Marte. Ela foi perdida numa falha no lançamento em 1960.

## A missão
A espaçonave Marte 1M, tinha intenção de efetuar um voo passando perto de Marte, mas foi perdida numa falha no lançamento antes que a missão tivesse início.
Nessa missão, a sonda 1M No.1 era a carga útil de um foguete Molniya 8K78 (em seu voo de estreia). O foguete, com número de série L1-4M, foi uma nova derivação da série R-7, com um Bloco-I como terceiro estágio, substituindo o Bloco-E usado na série Vostok, e um novo Bloco-L como quarto estágio. O veículo levantou voo da Plataforma Gagarin do Cosmódromo de Baikonur as 14:27:49 UTC de 10 de Outubro de 1960.
Durante o voo do segundo estágio, vibrações causaram uma ressonância no terceiro estágio causando danos ao sistema de controle de atitude. Como resultado desse dano, o foguete saiu do curso durante o voo do terceiro estágio e os motores se desligaram cinco minutos e nove segundos depois da decolagem. A espaçonave não conseguiu entrar em órbita e os destroços caíram sobre a Sibéria.